# 押川元重
押川 元重（おしかわ もとしげ、1939年 - ）は日本の数学者、九州大学名誉教授。
九州大学理学部に入学、九州大学大学院理学研究科を修了後、九州大学教員として採用された。九州大学学生部長、教養部長、大学教育研究センター長などを歴任して、2003年に退職した。その後、放送大学特任教授、同大学福岡学習センター所長を務めた。。

## 学歴
- 1962年　- 九州大学理学部卒業
- 1964年 - 九州大学大学院理学研究科数学専攻修士課程修了

## 職歴
- 1984年 - 九州大学教授（2003年まで）
- 2003年 - 九州大学名誉教授
- 2003年 - 放送大学特任教授（2010年まで）
- 2010年 - 放送大学客員教授（2016年まで）

## 研究分野
エルゴード理論および力学系。
非可算Tセットを持つフォン・ノイマン環を作れるかというアラン・コンヌ（フィールズ賞受賞者）が出した問題を、I型因子環の無限テンソル積として作れることを示すことで解決した。

## 著書
- 『基礎統計学』著者:押川元重、阪口紘治（1989年、培風館）ISBN 978-4563008710
- 『数理計画法入門』 著者:押川元重、南正義（1990年、培風館）ISBN 978-4563008734
- 『基礎 線形代数』3訂版 著者:押川元重、阪口紘治（1991年、培風館）ISBN 978-4563002152
- 『数学からはじめる 電磁気学』著者:押川元重、本庄春雄（2008年、培風館）ISBN 978-4563022907